# Alain Couriol
Alain Couriol (ur. 24 października 1958 w Paryżu) – francuski piłkarz grający na pozycji pomocnika lub napastnika.
Alain Couriol zaczynał karierę w klubie INF Vichy w 1978 roku. Najlepszym okresem w karierze Couriola była pierwsza połowa lat 80., gdy występował w AS Monaco i Paris Saint-Germain oraz w reprezentacji Francji. W Monaco grał w latach 1979–1983. W barwach drużyny z księstwa wystąpił w 118 spotkaniach, strzelając 21 bramek. W PSG grał w latach 1983–1989 i dorobek Couriola w klubie ze stolicy to 75 spotkań i 9 bramek. Ostatnie 2 lata kariery spędził w SC Toulon (15 spotkań) i St Denis St Leu (24 spotkania i 1 bramka), w którym zakończył karierę w wieku 33 lat. Razem z drużyną narodową wziął udział w Mistrzostwach Świata 1982, na których strzelił bramkę w meczu o trzecie miejsce z Polską. Łącznie w latach 1980–1983 wystąpił w reprezentacji w 12 spotkaniach i strzelił 2 bramki.
W karierze klubowej największymi osiągnięciami Couriola były 2 mistrzostwa Francji w 1982 i 1986.